# Регир, Робин
Робин Регир (англ. Robyn Regehr; 19 апреля 1980) — бывший профессиональный канадский хоккеист.

## Карьера

### Клубная
Регир родился 19 апреля 1980 года в Ресифи, Бразилия в семье канадских меннонитов миссионеров. После трех лет проведённых в Бразилии, он в течение четырёх лет, проживал в Бандунге, Индонезия. Заниматься хоккеем начал в возрасте семи лет, когда вместе с семьей вернулся в Канаду.
В 1998 года был выбран в первом раунде под общим 19-м номером командой «Колорадо Эвеланш», но в феврале 1999 года был обменян в «Калгари Флэймз». 28 октября 1999 года дебютировал в НХЛ за «Флэймз», в игре против «Оттава Сенаторз».
25 июня 2011 года был обменян в «Баффало Сейбрз».
1 апреля 2013 года «Баффало» обменяло Робина Регира в «Лос-Анджелес Кингз» на выбор во втором раунде драфта-2014 и во втором раунде драфта-2015.

### Международная
Регир впервые сыграл на молодёжном чемпионате мира в 1999 году, где он выиграл серебряную медаль. Через год играл за сборную Канады на чемпионате мира 2000 года. Благодаря своим сильным выступлением в сезоне 2003/04 Регир был вызван в канадскую сборную, с которой победил на Кубке мира по хоккею в 2004 году. Спустя два года был в составе сборной Канады на зимних Олимпийских играх в Турине. В 2005 году завоевал серебряные медали на чемпионате мира 2005.

## Награды
- Обладатель Кубка мира 2004.
- Вице-чемпион мира молодёжного чемпионата мира по хоккею с шайбой 1999.
- Вице-чемпион мира по хоккею с шайбой 2005.
- Обладатель Кубка Стэнли 2014.

## Статистика
| Легенда | Легенда                    | Легенда | Легенда                   | Легенда | Легенда    |
| ------- | -------------------------- | ------- | ------------------------- | ------- | ---------- |
| И       | Количество проведённых игр | Штр     | Штрафное время            | +/−     | Плюс-минус |
| Г       | Голы                       | П       | Голевые передачи          | О       | Очки       |
| -       | Статистика неизвестна      | —       | Статистика не учитывалась |         |            |